# Liga das Nações da UEFA B de 2024–25
A Liga das Nações da UEFA B de 2024–25 é a segunda divisão da edição 2024–25 da Liga das Nações da UEFA, a quarta temporada da competição internacional de futebol envolvendo as seleções masculinas das 55 federações membros da UEFA.

## Formato
A Liga A consiste nos 16 membros da UEFA mais bem classificados na lista de acesso da Liga das Nações da UEFA de 2024–25, divididos em quatro grupos de quatro. Cada equipe jogará seis partidas em seu grupo, usando o formato round robin em casa e fora em jornadas duplas em setembro, outubro e novembro de 2024.
Em 25 de janeiro de 2023, o Comité Executivo da UEFA aprovou um formato modificado para a Liga das Nações após a fase da liga, com as seguintes alterações a serem implementadas na Liga A:
- Foi introduzida uma nova rodada das quartas de final a ser disputada em março de 2025, criando assim continuidade entre a fase da liga que termina em novembro de 2024 e as finais da Liga das Nações em junho de 2025.
- Os vencedores e segundos classificados de cada grupo avançarão para os quartos-de-final, ao contrário das edições anteriores onde apenas os vencedores dos grupos avançaram para as finais.
- Os quatro terceiros colocados da Liga A enfrentarão os quatro segundos colocados da Liga B nos play-offs de rebaixamento, que também foram introduzidos a partir desta temporada.

Os últimos colocados de cada grupo continuarão sendo rebaixados diretamente para a Liga B, enquanto os terceiros colocados competirão contra os vice-campeões da Liga B para determinar sua permanência na Liga A na próxima temporada ou seu rebaixamento para a Liga das Nações C da UEFA de 2026–27. Os play-offs de rebaixamento serão disputados em casa e fora em duas mãos em março de 2025, com os terceiros colocados da Liga A sediando a segunda mão.
As quartas de final também serão disputadas em casa e fora, em duas partidas. Em cada eliminatória, os vencedores dos grupos enfrentarão um segundo classificado de um grupo diferente, sendo o vencedor do grupo o anfitrião da segunda mão. Os quatro vencedores das quartas de final avançarão para as finais.
As finais da Liga das Nações mantêm o formato anterior, que é disputado em mata-mata em junho de 2025, composto por semifinais, play-off do terceiro lugar e final. Os pares semifinais serão determinados por sorteio aberto. O país anfitrião será seleccionado pelo Comité Executivo da UEFA, de preferência organizado por uma das equipas participantes, sendo os vencedores da final coroados campeões da UEFA Nations League.
Em todas as eliminatórias a duas mãos, a equipa que marcar mais golos no total é a vencedora. Se o placar agregado estiver empatado, a prorrogação será disputada sem a regra dos gols fora de casa . Se o placar permanecer igual após a prorrogação, uma disputa de pênaltis será usada para decidir o vencedor.

## Equipes
As 16 equipes da Liga A incluem as 12 melhores equipes da classificação geral da Liga A de 2022–23 e quatro equipes promovidas da Liga B de 2022–23 .

### Mudanças de equipe
A seguir foram as mudanças de equipe da Liga A da temporada 2022–23 : 
| Rebaixados da Liga das Nações da UEFA A de 2022–23   | Promovidos da Liga das Nações da UEFA C de 2022–23 |
| ---------------------------------------------------- | -------------------------------------------------- |
| - Bósnia e Herzegovina - Islândia - Suécia - Ucrânia | - Albânia - Armênia - Montenegro - Eslovênia       |

| Promovidos para Liga das Nações da UEFA A de 2024–25 | Rebaixados para Liga das Nações da UEFA C de 2024–25 | Banido da Liga das Nações |
| ---------------------------------------------------- | ---------------------------------------------------- | ------------------------- |
| - Áustria - Tchéquia - Hungria - País de Gales       | - Bulgária - Irlanda do Norte - Eslováquia - Turquia | Rússia                    |

### Chaveamento
Na lista de acesso de 2024–25, a UEFA classificou as equipes com base na classificação geral da Liga das Nações de 2022–23 , considerando a promoção e o rebaixamento entre as ligas e os resultados das Finais da Liga das Nações da UEFA de 2023. Os potes de classificação para a fase da liga foram confirmados em 2 de dezembro de 2023,  e foram baseados na classificação da lista de acesso.
| Seleção       | Rank |
| ------------- | ---- |
| Áustria       | 17   |
| Tchéquia      | 18   |
| Inglaterra    | 19   |
| País de Gales | 20   |

| Seleção   | Rank |
| --------- | ---- |
| Finlândia | 21   |
| Ucrânia   | 22   |
| Islândia  | 23   |
| Noruega   | 24   |

| Seleção    | Rank |
| ---------- | ---- |
| Eslovênia  | 25   |
| Irlanda    | 26   |
| Albânia    | 27   |
| Montenegro | 28   |

| Seleção     | Rank |
| ----------- | ---- |
| Geórgia     | 29   |
| Grécia      | 30   |
| Turquia     | 31   |
| Cazaquistão | 32   |

## Grupos
A lista de jogos foi confirmada pela UEFA em 9 de fevereiro de 2024, dia seguinte ao sorteio. 
Os horários são CET / CEST ,  conforme listado pela UEFA (os horários locais, se diferentes, estão entre parênteses).

### Grupo 1
| Pos | Equipe       | Pts | J | V | E | D | GP | GC | SG | Classificação ou descenso                   |  | CZE | UKR | GEO | ALB |
| --- | ------------ | --- | - | - | - | - | -- | -- | -- | ------------------------------------------- |  | --- | --- | --- | --- |
| 1   | Tchéquia (P) | 11  | 6 | 3 | 2 | 1 | 9  | 8  | +1 | Promoção para Liga A                        |  | —   | 3–2 | 2–1 | 2–0 |
| 2   | Ucrânia      | 8   | 6 | 2 | 2 | 2 | 8  | 8  | 0  | Qualificação para play-offs de promoção     |  | 1–1 | —   | 1–0 | 1–2 |
| 3   | Geórgia      | 7   | 6 | 2 | 1 | 3 | 7  | 6  | +1 | Qualificação para play-offs de rebaixamento |  | 4–1 | 1–1 | —   | 0–1 |
| 4   | Albânia (R)  | 7   | 6 | 2 | 1 | 3 | 4  | 6  | −2 | Rebaixado à Liga C                          |  | 0–0 | 1–2 | 0–1 | —   |

1. 1 2  Empatados em resultados frente a frente. Diferença geral de gols: Geórgia +1, Albânia –2.

| 7 de setembro       | Geórgia                                                                         | 4 – 1     | Tchéquia    | Estádio Mikheil Meskhi, Tiblíssi           |
| 18:00 (20:00 UTC+4) | Kvaratskhelia 33' (pen.) · Chakvetadze 53' · Mikautadze 63' · Kochorashvili 66' | Relatório | Kalvach 80' | Público: 20 401 Árbitro: ISR Orel Grinfeld |

| 7 de setembro | Ucrânia      | 1 – 2     | Albânia                 | Generali Arena, Praga,                    |
| 20:45         | Konoplia 49' | Relatório | Ismajli 54' · Asani 66' | Público: 15 500 Árbitro: PRT Luis Godinho |

| 10 de setembro | Albânia | 0 – 1     | Geórgia           | Arena Kombëtare, Tirana                      |
| 20:45          |         | Relatório | Kochorashvili 71' | Público: 20 400 Árbitro: BEL Erik Lambrechts |

| 10 de setembro | Tchéquia                            | 3 – 2     | Ucrânia                 | Arena Doosan, Plzeň                      |
| 20:45          | Šulc 21', 45+2' · Souček 80' (pen.) | Relatório | Vanat 37' · Sudakov 84' | Público: 18 722 Árbitro: SCO John Beaton |

| 11 de outubro | Tchéquia      | 2 – 0     | Albânia | Estádio Městský Fotbalový Srbská, Brno      |
| 20:45         | Chorý 3', 63' | Relatório |         | Público: 17 823 Árbitro: FRA Benoît Bastien |

| 11 de outubro | Ucrânia    | 1 – 0     | Geórgia | Estádio Municipal de Poznań, Poznań            |
| 20:45         | Mudryk 35' | Relatório |         | Público: 21 700 Árbitro: AUT Julian Weinberger |

| 14 de outubro       | Geórgia | 0 – 1     | Albânia     | Arena Adjarabet, Batumi                     |
| 18:00 (20:00 UTC+4) |         | Relatório | Asllani 48' | Público: 19 981 Árbitro: NED Danny Makkelie |

| 14 de outubro | Ucrânia           | 1 – 1     | Tchéquia | Estádio Municipal de Breslávia, Breslávia     |
| 20:45         | Dovbyk 52' (pen.) | Relatório | Červ 18' | Público: 14 734 Árbitro: ESP Guillermo Cuadra |

| 16 de novembro      | Geórgia        | 1 – 1     | Ucrânia              | Arena Adjarabet, Batumi                     |
| 18:00 (21:00 UTC+4) | Mikautadze 76' | Relatório | Kverkvelia 7' (o.g.) | Público: 19 120 Árbitro: ENG Chris Kavanagh |

| 16 de novembro | Albânia | 0 – 0     | Tchéquia | Arena Kombëtare, Tirana     |
| 20:45          |         | Relatório |          | Árbitro: SUI Sandro Schärer |

| 19 de novembro | Albânia            | 1 – 2     | Ucrânia                      | Arena Kombëtare, Tirana                    |
| 20:45          | Bajrami 75' (pen.) | Relatório | Zinchenko 5' · Yaremchuk 10' | Público: 20 547 Árbitro: POR João Pinheiro |

| 19 de novembro | Tchéquia             | 2 – 1     | Geórgia        | Andrův stadion, Olomouc                            |
| 20:45          | Šulc 3' · Hložek 24' | Relatório | Mikautadze 60' | Público: 12 221 Árbitro: GRE Anastasios Papapetrou |

### Grupo 2
| Pos | Equipe         | Pts | J | V | E | D | GP | GC | SG  | Classificação ou descenso                   |  | ENG | GRE | IRL | FIN |
| --- | -------------- | --- | - | - | - | - | -- | -- | --- | ------------------------------------------- |  | --- | --- | --- | --- |
| 1   | Inglaterra (P) | 15  | 6 | 5 | 0 | 1 | 16 | 3  | +13 | Promoção para Liga A                        |  | —   | 1–2 | 5–0 | 2–0 |
| 2   | Grécia         | 15  | 6 | 5 | 0 | 1 | 11 | 4  | +7  | Qualificação para play-offs de promoção     |  | 0–3 | —   | 2–0 | 3–0 |
| 3   | Irlanda        | 6   | 6 | 2 | 0 | 4 | 3  | 12 | −9  | Qualificação para play-offs de rebaixamento |  | 0–2 | 0–2 | —   | 1–0 |
| 4   | Finlândia (R)  | 0   | 6 | 0 | 0 | 6 | 2  | 13 | −11 | Rebaixado à Liga C                          |  | 1–3 | 0–2 | 1–2 | —   |

1. 1 2  Empatados em pontos de confronto direto. Diferença de gols de confronto direto: Inglaterra +2, Grécia −2.

| 7 de setembro       | Irlanda | 0 – 2     | Inglaterra              | Aviva Stadium, Dublin                           |
| 18:00 (17:00 UTC+1) |         | Relatório | Rice 11' · Grealish 26' | Público: 50 359 Árbitro: ESP José María Sánchez |

| 7 de setembro       | Grécia                                  | 3 – 0     | Finlândia | Estádio Agia Sophia, Atenas               |
| 20:45 (21:45 UTC+3) | Ioannidis 23', 76' · Källman 37' (o.g.) | Relatório |           | Público: 17 293 Árbitro: SUI Urs Schnyder |

| 10 de setembro      | Inglaterra    | 2 – 0     | Finlândia | Estádio de Wembley, Londres               |
| 20:45 (19:45 UTC+1) | Kane 57', 76' | Relatório |           | Público: 70 221 Árbitro: DEN Morten Krøgh |

| 10 de setembro      | Irlanda | 0 – 2     | Grécia                     | Aviva Stadium, Dublin                    |
| 20:45 (19:45 UTC+1) |         | Relatório | Ioannidis 50' · Tzolis 87' | Público: 37 274 Árbitro: NOR Espen Eskås |

| 10 de outubro       | Inglaterra     | 1 – 2     | Grécia              | Estádio de Wembley, Londres                 |
| 20:45 (19:45 UTC+1) | Bellingham 87' | Relatório | Pavlidis 49', 90+4' | Público: 79 012 Árbitro: ITA Andrea Colombo |

| 10 de outubro       | Finlândia      | 1 – 2     | Irlanda                | Estádio Olímpico, Helsinque                     |
| 20:45 (21:45 UTC+3) | Pohjanpalo 17' | Relatório | Scales 57' · Brady 88' | Público: 16 105 Árbitro: MKD Aleksandar Stavrev |

| 13 de outubro       | Finlândia    | 1 – 3     | Inglaterra                                     | Estádio Olímpico, Helsinque                    |
| 18:00 (19:00 UTC+3) | Hoskonen 87' | Relatório | Grealish 18' · Alexander-Arnold 74' · Rice 84' | Público: 32 411 Árbitro: GEO Giorgi Kruashvili |

| 13 de outubro       | Grécia                         | 2 – 0     | Irlanda | Estádio Agia Sophia, Atenas             |
| 20:45 (21:45 UTC+3) | Bakasetas 48' · Mantalos 90+1' | Relatório |         | Público: 30 253 Árbitro: NED Joey Kooij |

| 14 de novembro      | Grécia | 0 – 3     | Inglaterra                                      | Estádio Agia Sophia, Atenas                 |
| 20:45 (21:45 UTC+2) |        | Relatório | Watkins 7' · Vlachodimos 78' (o.g.) · Jones 83' | Público: 60 664 Árbitro: GER Daniel Siebert |

| 14 de novembro      | Irlanda      | 1 – 0     | Finlândia | Aviva Stadium, Dublin                    |
| 20:45 (19:45 UTC+0) | Ferguson 45' | Relatório |           | Público: 39 163 Árbitro: GER Harm Osmers |

| 17 de novembro      | Inglaterra                                                                    | 5 – 0     | Irlanda | Estádio de Wembley, Londres  |
| 18:00 (17:00 UTC+0) | Kane 53' (pen.) · Gordon 56' · Gallagher 58' · Bowen 76' · Harwood-Bellis 79' | Relatório |         | Árbitro: BEL Erik Lambrechts |

| 17 de novembro      | Finlândia | 0 – 2     | Grécia                     | Estádio Olímpico, Helsinque |
| 18:00 (19:00 UTC+2) |           | Relatório | Bakasetas 52' · Tzolis 56' | Árbitro: FRA Willy Delajod  |

### Grupo 3
| Pos | Equipe          | Pts | J | V | E | D | GP | GC | SG  | Classificação ou descenso                   |  | NOR | AUT | SVN | KAZ |
| --- | --------------- | --- | - | - | - | - | -- | -- | --- | ------------------------------------------- |  | --- | --- | --- | --- |
| 1   | Noruega (P)     | 13  | 6 | 4 | 1 | 1 | 15 | 7  | +8  | Promoção para Liga A                        |  | —   | 2–1 | 3–0 | 5–0 |
| 2   | Áustria         | 11  | 6 | 3 | 2 | 1 | 14 | 5  | +9  | Qualificação para play-offs de promoção     |  | 5–1 | —   | 1–1 | 4–0 |
| 3   | Eslovênia       | 8   | 6 | 2 | 2 | 2 | 7  | 9  | −2  | Qualificação para play-offs de rebaixamento |  | 1–4 | 1–1 | —   | 3–0 |
| 4   | Cazaquistão (R) | 1   | 6 | 0 | 1 | 5 | 0  | 15 | −15 | Rebaixado à Liga C                          |  | 0–0 | 0–2 | 0–1 | —   |

| 6 de setembro       | Cazaquistão | 0 – 0     | Noruega | Astana Arena, Astana                         |
| 16:00 (19:00 UTC+5) |             | Relatório |         | Público: 23 173 Árbitro: NED Allard Lindhout |

| 6 de setembro | Eslovênia        | 1 – 1     | Áustria    | Estádio Stožice, Liubliana                 |
| 20:45         | Šeško 16' (pen.) | Relatório | Laimer 28' | Público: 14 834 Árbitro: ROU Radu Petrescu |

| 9 de setembro | Noruega                | 2 – 1     | Áustria      | Estádio Ullevaal, Oslo                        |
| 20:45         | Myhre 9' · Haaland 80' | Relatório | Sabitzer 37' | Público: 23 171 Árbitro: MNE Nikola Dabanović |

| 9 de setembro | Eslovênia           | 3 – 0     | Cazaquistão | Estádio Stožice, Liubliana                |
| 20:45         | Šeško 23', 28', 63' | Relatório |             | Público: 9 814 Árbitro: POR João Pinheiro |

| 10 de outubro | Áustria                                                   | 4 – 0     | Cazaquistão | Red Bull Arena, Salzburgo                     |
| 20:45         | Baumgartner 10' · Lienhart 54' · Sabitzer 56' · Seidl 79' | Relatório |             | Público: 14 500 Árbitro: SCO Donald Robertson |

| 10 de outubro | Noruega                       | 3 – 0     | Eslovênia | Estádio Ullevaal, Oslo                             |
| 20:45         | Haaland 7', 62' · Sørloth 52' | Relatório |           | Público: 23 341 Árbitro: LTU Manfredas Lukjančukas |

| 13 de outubro       | Cazaquistão | 0 – 1     | Eslovênia  | Astana Arena, Astana                      |
| 15:00 (18:00 UTC+5) |             | Relatório | Mlakar 55' | Público: 19 783 Árbitro: ENG Craig Pawson |

| 13 de outubro | Áustria                                                                | 5 – 1     | Noruega     | Ernst-Happel-Stadion, Viena               |
| 20:45         | Arnautović 8', 49' (pen.) · Lienhart 58' · Posch 62' · Gregoritsch 71' | Relatório | Sørloth 39' | Público: 16 500 Árbitro: HUN Tamás Bognár |

| 14 de novembro      | Cazaquistão | 0 – 2     | Áustria                           | Astana Arena, Astana                     |
| 16:00 (20:00 UTC+5) |             | Relatório | Baumgartner 15' · Gregoritsch 25' | Público: 9 753 Árbitro: ROU Marian Barbu |

| 14 de novembro | Eslovênia        | 1 – 4     | Noruega                                | Estádio Stožice, Liubliana                  |
| 20:45          | Šeško 21' (pen.) | Relatório | Nusa 9', 54' · Haaland 45' · Hauge 82' | Público: 15 308 Árbitro: ENG Michael Oliver |

| 17 de novembro | Áustria    | 1 – 1     | Eslovênia    | Estádio Franz Horr, Viena |
| 18:00          | Schmid 27' | Relatório | G. Čerin 81' | Árbitro: SWE Glenn Nyberg |

| 17 de novembro | Noruega                                        | 5 – 0     | Cazaquistão | Estádio Ullevaal, Oslo       |
| 18:00          | Haaland 23', 37', 71' · Sørloth 41' · Nusa 76' | Relatório |             | Árbitro: BEL Jasper Vergoote |

### Grupo 4
| Pos | Equipe            | Pts | J | V | E | D | GP | GC | SG | Classificação ou descenso                   |  | WAL | TUR | ISL | MNE |
| --- | ----------------- | --- | - | - | - | - | -- | -- | -- | ------------------------------------------- |  | --- | --- | --- | --- |
| 1   | País de Gales (P) | 12  | 6 | 3 | 3 | 0 | 9  | 4  | +5 | Promoção para Liga A                        |  | —   | 0–0 | 4–1 | 1–0 |
| 2   | Turquia           | 11  | 6 | 3 | 2 | 1 | 9  | 7  | +2 | Qualificação para play-offs de promoção     |  | 0–0 | —   | 3–1 | 1–0 |
| 3   | Islândia          | 7   | 6 | 2 | 1 | 3 | 10 | 13 | −3 | Qualificação para play-offs de rebaixamento |  | 2–2 | 2–4 | —   | 2–0 |
| 4   | Montenegro (R)    | 3   | 6 | 1 | 0 | 5 | 4  | 9  | −5 | Rebaixado à Liga C                          |  | 1–2 | 3–1 | 0–2 | —   |

| 6 de setembro       | Islândia                         | 2 – 0     | Montenegro | Laugardalsvöllur, Reiquiavique            |
| 20:45 (18:45 UTC+0) | Óskarsson 39' · Þorsteinsson 58' | Relatório |            | Público: 4 683 Árbitro: FRA Willy Delajod |

| 6 de setembro       | País de Gales | 0 – 0     | Turquia | Cardiff City Stadium, Cardiff            |
| 20:45 (19:45 UTC+1) |               | Relatório |         | Público: 28 625 Árbitro: NOR Rohit Saggi |

| 9 de setembro | Montenegro | 1 – 2     | País de Gales        | Estádio Pod Goricom, Podgoritza            |
| 20:45         | Camaj 73'  | Relatório | Moore 1' · Wilson 3' | Público: 3 569 Árbitro: BUL Georgi Kabakov |

| 9 de setembro       | Turquia                 | 3 – 1     | Islândia    | Estádio Gürsel Aksel, Esmirna            |
| 20:45 (21:45 UTC+3) | Aktürkoğlu 2', 52', 88' | Relatório | Pálsson 37' | Público: 16 167 Árbitro: ALB Enea Jorgji |

| 11 de outubro       | Islândia                       | 2 – 2     | País de Gales            | Kópavogsvöllur, Kópavogur                 |
| 20:45 (18:45 UTC+0) | Tómasson 69' · Ward 72' (o.g.) | Relatório | Johnson 11' · Wilson 29' | Público: 6 141 Árbitro: BIH Antoni Bandić |

| 11 de outubro       | Turquia     | 1 – 0     | Montenegro | Estádio Olímpico Atatürk, Istambul          |
| 20:45 (21:45 UTC+3) | Kahveci 69' | Relatório |            | Público: 28 829 Árbitro: ITA Daniele Chiffi |

| 14 de outubro       | Islândia                      | 2 – 4     | Turquia                                                            | Laugardalsvöllur, Reiquiavique                 |
| 20:45 (18:45 UTC+0) | Óskarsson 3' · Guðjohnsen 83' | Relatório | Kahveci 62' · Çalhanoğlu 67' (pen.) · Güler 88' · Aktürkoğlu 90+5' | Público: 5 260 Árbitro: POL Damian Sylwestrzak |

| 14 de outubro       | País de Gales     | 1 – 0     | Montenegro | Cardiff City Stadium, Cardiff            |
| 20:45 (19:45 UTC+1) | Wilson 36' (pen.) | Relatório |            | Público: 27 326 Árbitro: SVK Filip Glova |

| 16 de novembro | Montenegro | 0 – 2     | Islândia                        | Estádio Pod Goricom, Podgoritza            |
| 18:00          |            | Relatório | Óskarsson 74' · Jóhannesson 88' | Público: 2 354 Árbitro: GER Sven Jablonski |

| 16 de novembro      | Turquia | 0 – 0     | País de Gales | Estádio de Cocaeli, İzmit                          |
| 18:00 (20:00 UTC+3) |         | Relatório |               | Público: 28 812 Árbitro: ESS Juan Martínez Munuera |

| 19 de novembro | Montenegro             | 3 – 1     | Turquia    | Estádio Pod Goricom, Podgoritza          |
| 20:45          | Krstović 29', 45', 73' | Relatório | Yıldız 37' | Público: 2 579 Árbitro: SUI Urs Schnyder |

| 19 de novembro      | País de Gales                                | 4 – 1     | Islândia      | Cardiff City Stadium, Cardiff              |
| 20:45 (19:45 UTC+0) | Cullen 32', 45+1' · Johnson 65' · Wilson 79' | Relatório | Guðjohnsen 8' | Público: 28 240 Árbitro: POR António Nobre |